# Émulsion de bitume
Les émulsions routières de bitume fabriquées et distribuées par un grand nombre d'entreprises spécialisées dans la technique routière sont des émulsions directes constituées par du bitume émulsifié dans l'eau à l'aide d'un savon. 
C'est Jacques Bellanger (1894 - 1969) qui inventa le procédé d'émulsion à froid. Il créa la Société Industrielle de Viabilité (SIVIA) en 1937 (30 avenue de Messine - Paris 7e) et produisit les premiers enrobés à froid d'émulsion de bitume. Les premiers essais ont été effectués sur la N36 entre Meaux et Melun en Seine et Marne.

## L'émulsion
Une émulsion est plus précisément un système hétérogène à deux ou plusieurs phases liquides qui normalement ne se mélangent pas. Elle est  constituée par une phase liquide continue et au moins une deuxième phase liquide, dispersée dans la première sous forme de fines gouttelettes. Une émulsion de bitume est ainsi une dispersion de bitume dans l'eau, phase continue du système.
Le mélange reste stable grâce à un troisième ingrédient appelé émulsifiant ou agent tensioactif. Le bitume utilisé, ou liant bitumineux, peut être un bitume pur ou un bitume modifié. Certaines substances macromoléculaires sont également ajoutées pour modifier certaines propriétés intrinsèques du liant de base. Chaque ajout a pour but d'adapter l'émulsion de bitume aux exigences de la technique mise en œuvre, des contraintes dues au trafic, et des données climatiques locales.

## Composants
L'émulsifiant facilite la dispersion des gouttelettes de bitume en abaissant la tension superficielle de la phase aqueuse et par là même, la tension interfaciale eau-bitume. Mais son rôle principal est d'assurer la stabilité de l'émulsion en formant une pellicule protectrice monomoléculaire adsorbée à la surface des particules de bitume.
Les principaux constituants d'une émulsion de bitume sont les suivants :
- Bitume : les émulsions peuvent être à base de bitumes de pénétrabilités différentes ou à base de bitumes modifiés. Un additif facilitant la mise en émulsion et améliorant les qualités de stabilité et d'adhésivité est parfois incorporé aux bitumes en raffinerie avant les livraisons.
- Fluidifiants et fluxants : la plupart des fluidifiants et des fluxants sont issus de la pétrochimie ou de la carbochimie. Plus récemment, des fluxants d'origine végétale ont été mis en œuvre dans les raffineries de pétrole. Les fluidifiants ont pour effet de réduire la viscosité des bitumes alors que les fluxants vont les ramollir.
- Eau : l'eau choisie doit contenir un minimum d'impuretés organiques et minérales. L'eau utilisée est qualifiée de permutée : les ions calcium et magnésium sont remplacés par des ions sodium. En effet, les ions calcium et magnésium ont tendance à réagir sur les émulsifiants pour former des composés insolubles dans l'eau n'ayant alors plus de propriétés émulsifiantes.
- Émulsifiants : les émulsifiants les plus courants sont des composés organiques issus de la classe des amines, caractérisés par leur état pâteux ou liquide à température ambiante. Les émulsifiants ont pour rôle de faciliter l'émulsification, mélange des deux phases. Ils ont à la fois une affinité pour l'eau et pour le bitume.
- Acides : les émulsifiants étant insolubles dans l'eau, il est nécessaire de les transformer en sels pour permettre leur dissolution dans la phase dispersante. L'acide le plus utilisé pour la confection de la phase aqueuse est l'acide chlorhydrique ; cependant, l'acide acétique et l'acide phosphorique peuvent être retenus pour certains emplois particuliers.

Une émulsion de bitume est donc un liant polyvalent utilisé à basse température sans dégagement gazeux. On retrouve les émulsions aussi bien en couche de roulement (enduits superficiels et enrobés coulés à froid) qu'en couche d'assise (graves-émulsions) et surtout dans le rôle de couche d'accrochage pour coller deux couches d'enrobė.

## Types d'émulsions
Selon le type de tensioactif utilisé, on peut citer : 
- les émulsions non-ioniques ;

- les émulsions anioniques : le tensioactif utilisé est alcalin dont on peut, d'une façon générale, représenter la structure par la formule :

dans laquelle R représente un radical d'acide gras. Cette chaîne présente une affinité pour le bitume, ce qui permet la fixation des ions négatifs (RCOO)− à la surface des particules.
- les émulsions cationiques : le tensioactif utilisé est en général, un sel d'amine du type :

et dont le radical oléophile (R—NH3)+ confère aux particules de bitume une charge électrique positive. La plupart des émulsions de bitume produites industriellement est du type cationique.

## Propriétés des émulsions
Les émulsions de bitume présentent le grand avantage de pouvoir être utilisées à des températures inférieures à 100 °C. Au contact des agrégats, l'émulsion se rompt, l'eau se sépare du bitume puis s'élimine par évaporation il reste un liant bitumineux plus ou moins rigide. Les émulsions de bitume utilisées dans les travaux routiers doivent satisfaire à un certain nombre de conditions se rapportant à :
- leur stabilité au stockage ;
- leur viscosité ;
- leur vitesse de rupture.

1 - Stabilité
La stabilité au stockage dépend de l'émulsifiant employé et de la grosseur moyenne des particules. Si les particules sont suffisamment fines, la sédimentation est très lente et provoque seulement un accroissement progressif de la concentration en bitume au fond des bacs de stockage. Le simple fait d'agiter redonne, dans ce cas, son homogénéité à l'émulsion.
Lorsque les particules sont trop grosses, la sédimentation est rapide et en s'accumulant au fond du récipient de stockage, les unes sur les autres, elles finissent par s'agglomérer et l'émulsion ainsi rompue ne peut plus être dispersée par simple agitation.
2 - Viscosité
Pour € satisfaisante dans les travaux routiers, une émulsion de bitume doit avoir une viscosité suffisamment basse pour pouvoir être pulvérisée sans difficultés et suffisamment élevée pour ne pas ruisseler sur les côtés de la route. La viscosité d'une émulsion dépend d'un grand nombre de facteurs parmi lesquels on peut citer, indépendamment du bitume lui-même, la teneur en bitume, la nature et la concentration des savons, la viscosité de la phase aqueuse, etc.
3 - Vitesse de rupture
Cette propriété caractérise l'aptitude de l'émulsion à faire prise, plus ou moins rapidement, après mise en œuvre. La vitesse de rupture varie principalement avec la teneur et la nature de l'émulsifiant.
Les deux principaux facteurs qui paraissent régir la rupture des émulsions sont, d'une part, la rupture à la surface de l'agrégat, conditionnée par la nature physico-chimique de ce dernier et, d'autre part, l'évaporation de l'eau constituant la phase aqueuse.
Il existe sur le marché toute une gamme d'émulsions, anioniques ou cationiques, de bitume pur ou de cut-back, de teneur en liant variant de 50 à 70 %, de vitesse de rupture plus ou moins grande, et qui apportent une solution à un grand nombre de problèmes routiers.

## Destabilisation
Le processus cinétique de déstabilisation peut prendre du temps (jusqu’à plusieurs mois, voire plusieurs années pour certains produits) et ainsi, le formateur doit utiliser des méthodes d’accélération, afin d’obtenir des durées de développement acceptables. Les méthodes thermiques sont les plus employées et consistent à augmenter la température afin d’accélérer les déstabilisations (en restant en deçà des températures critiques d’inversion de phase et de dégradations chimiques). La température influe directement sur les phénomènes de diffusion qui déstabilisent un système dispersé. Elle affecte la viscosité, mais également la tension interraciale dans le cas des tensioactifs non-ioniques et plus généralement les forces d’interactions à l’intérieur du système. En stockant la dispersion à hautes températures, on simule les conditions de vie réelles d’un produit, mais également on accélère les processus de déstabilisation jusqu’à 200 fois. 